# Ba (město)
Ba je město na Fidži. Nachází se ve vnitrozemí při severozápadním pobřeží největšího fidžijského ostrova Viti Levu, 37 km od města Lautoka a 62 km od města Nadi. Správní obvod má rozlohu 327 km², při sčítání lidu v roce 2007 zde žilo 6 826 obyvatel, s předměstími 18 526 obyvatel, převážně Indofidžijců. Město se rozkládá na březích řeky Ba, po níž je pojmenováno. Dlouhou dobu bylo Ba známé svým jediným a úzkým mostem, který způsoboval dopravní komplikace. Tento starý most strhla povodeň v roce 1990, nový most byl postaven níže po proudu řeky. Vede po něm obchvat hlavní silnice (King's Road). Partnerským městem Ba je čínské město Ťia-sing.
Ba je městem od roku 1939, je řízeno 15člennou městskou radou, jejíž členové ze svých řad volí starostu. V posledních komunálních volbách v roce 2002 bylo 14 z 15 křesel obsazeno stranou Národní federace, zbývající místo obsadil nezávislý kandidát. Starostou byl do roku 2010 Praveen Bala. V současné době Ba nemá starostu, město řídí administrátor, který se také stará i o další města. Ba je součásti velké provincie Ba, geograficky největší ze čtrnácti fidžijských provincií.
Je jedním ze čtyř center pěstování cukrové třtiny a cukrovarnického průmyslu na Fidži. Cukrová třtina a její zpracování je dlouhodobě pilířem místního hospodářství, ale některé výrobní projekty byly provedeny v průběhu posledních patnácti let. Zdejší cukrovar Rarawai Mill zahájil výrobu v roce 1886, dnes patří státní Fidžijské cukerné společnosti (Fiji Sugar Corporation Limited – FSC). Ročně zpracuje až 1 000 000 t třtiny a vyrobí 150 000 t cukru. Dopravu třtiny do cukrovaru zajišťuje mimo jiné také hustá síť úzkorozchodné železnice s rozchodem 610 mm.
K hlavním zajímavostem, kromě cukrovaru, patří také velká mešita u řeky v centru města, a také obří fotbalový míč v centru města, který symbolizuje, že město má jeden z nejlepších fotbalových týmů na Fidži. Ba je také známé jako "město fotbalového bláznovství", mnohokráte vyhrálo národní turnaje, jako je IDC a BOG. Město je jedno z center indofidžijské kultury, je zajímavým místem pro turisty. Město je také sídlem některých nejbohatších rodin na Fidži, které vlastní řadu prosperujících obchodních společností, jako jsou RC Manubhai, Dayals, Vinod Patel, Ba Motors, Motibhai, Meenoos.